# تولیدکنندگان چرخه غذایی
اولین حلقه هر زنجیره غذایی تولیدکنندگان آن زنجیره می‌باشد. درحالی‌که حلقه‌های بعد از زنجیره غذایی، جاندارانی مصرف‌کننده هستند که مصرف‌کنندگان در این چرخه نام دارند، و باید ماده و انرژی مورد نظر خود را با خوردن جانداران دیگر به دست آورند، تولیدکنندگان را گیاهان تشکیل می‌دهند، و مصرف‌کنندگان گیاهان را(گیاه خواران) مانند خرگوش، گوزن و جانوران گیاه‌خوار دیگر تشکیل می‌دهند.

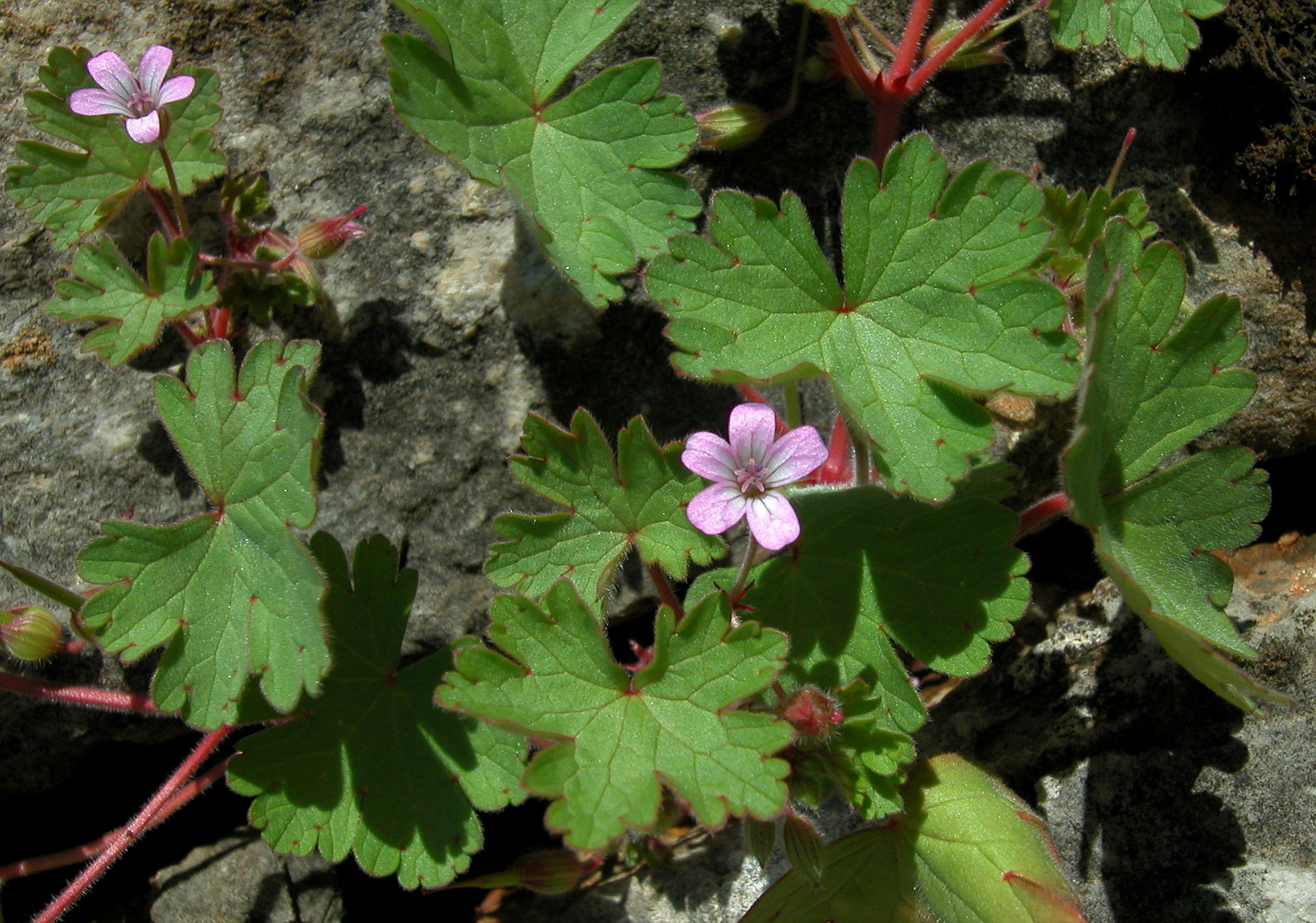
عکس گیاهان در ردیف اول زنجیره غذایی

## دسته‌بندی کلی زنجیره غذایی اکوسیستم
شبکه غذایی بین جانداران از گوناگونی بسیار بالایی برخوردار است، گیاهان برای رشد به آب و مواد مغذی نیازمند هستند، تا غذای جانوران گیاه‌خوار را تأمین کنند این دسته‌بندی به چهار دسته طبقه‌بندی می‌شود.
1. تولیدکنندگان (گیاهان)
2. گیاه‌خوران
3. گوشت‌خواران (جانوران درنده و وحشی)
4. دومین گوشت‌خواران (پرندگان گوشت‌خوار)